# Asier Etxeandia
Asier Etxeandia est un acteur espagnol né le 27 juin 1975 à Bilbao.
Il est connu à l'international pour son rôle du styliste Raul de la Riva dans les séries Velvet et Velvet Collection, personnage librement inspiré par la figure historique du grand couturier français Yves Saint Laurent.
Au cinéma il est connu pour ses rôles dans les films La Novia et surtout Douleur et Gloire de Pedro Almodovar avec Antonio Banderas et Penélope Cruz qui a été en lice pour la palme d'or au Festival de Cannes. Ces deux films lui permettent d'obtenir des nominations aux Goyas.

## Biographie
Il naît à Bilbao dans le Pays basque. Il prend ses premiers cours de théâtre dans une école de Biscaye.
Il quitte le Pays basque pour Madrid, à l'âge de vingt ans. Il commence a travailler dans un magasin, en tant qu'assistant.

## Carrière
Il joue le rôle de Beni dans la série espagnole Un, dos, tres.
Il joue le rôle de Sergio dans le film La mirada Violeta (non sorti en France) et celui de Cristo dans le film Mentiras y gordas.
Il joue également dans des séries à succès telles que Cuéntame como paso, Motivos Personales et Los hombres de Paco. (non sorties en France), puis au théâtre dans le Hamlet de Tomaz Pandur, aux côtés d'Aitor Luna et Hugo Silva, acteurs de la série Los hombres de Paco.
En 2014, il obtient un rôle régulier dans la série Velvet diffusée en France sur Téva La série est l'une des préférée des Espagnols La saison 3 démarre en septembre 2015 en Espagne.
En parallèle, il tourne dans le long-métrage Ma ma , de Julio Medem, aux côtés de Penélope Cruz. Le film sort en septembre 2015 en Espagne et en juin 2016 en France.

## Filmographie

### Cinéma

#### Longs métrages
- 2004 : La mirada violeta de Nacho Pérez de la Paz et Jesús Ruiz : Sergio
- 2006 : El próximo Oriente de Fernando Colomo : Abel
- 2007 : Café solo o con ellas (es) de Álvaro Díaz Lorenzo : Javi
- 2007 : Las 13 rosas de Emilio Martínez-Lázaro : Enrique
- 2009 : Mentiras y gordas de Alfonso lbacete et David Menkes : Cristo
- 2009 : 7 minutos de Daniela Fejerman : Vicente
- 2009 : King Conqueror de José Antonio Escrivá, Félix Miguel et Pepón Sigler : Pascual Muñoz
- 2011 : El Capitán Trueno y el Santo Grial (es) de Antonio Hernández : Hassan
- 2012 : Los días no vividos de Alfonso Cortés-Cavanillas : Jaime
- 2014 : Musarañas de Juanfer Andrés et Esteban Roel : Jaime
- 2015 : Ma ma de Julio Medem : Julián
- 2015 : La novia de Paula Ortiz : Novio
- 2016 : La puerta abierta de Marina Seresesky : Lupita
- 2017 : Nadie muere en Ambrosía de Hector Valdez : Barlovento
- 2017 : Llueven vacas de Fran Arráez : Fernando
- 2019 : Douleur et Gloire (Dolor y gloria) de Pedro Almodóvar : Alberto Crespo
- 2019 : Velvet : Un Noël pour se souvenir (Una Navidad para recordar) de Jorge de Torregrosa : Raul de la Riva

#### Courts métrages
- 1996 : ¡After! de Oskar Bilbao : Koldo
- 2000 : Dame otro final de Nerea Castro : un homme
- 2004 : Vértices de Juanan Martinez : Mario
- 2007 : Unione Europea de Andrés M. Koppel : Tomás
- 2007 : Final de Hugo Martín Cuervo
- 2009 : Together de Gigi Romero : un homme
- 2014 : Por siempre jamón de Ruth Diaz
- 2017 : El pelotari y la fallera de Julio Medem : Unai

### Télévision

#### Séries télévisées
- 2000 : Plats bruts (1 épisode)
- 2002 : Un, dos, tres : Benito "Beni" López (13 épisodes)
- 2004 : Cuéntame cómo pasó : Mateo (5 épisodes)
- 2005 : El comisario (es) : Oscar (1 épisode)
- 2005 : La Famille Serrano (Los Serrano) : Tomás Cruz (épisode 4, saison 4)
- 2008 : Cuestión de sexo : Yago (3 épisodes)
- 2008 : Compte à rebours (Cuenta atrás) : Victor (épisode 9, saison 2)
- 2008-2009 : Herederos (es) : Gorka (22 épisodes)
- 2009-2010 : Los hombres de Paco : Blackman (9 épisodes)
- 2010 : Vuelo IL 8714 (es) : Emilio (2 épisodes)
- 2012 : La fuga (es) : Miguel Reverte (12 épisodes)
- 2013 : Tormenta (es) (mini-série) : Carlos (2 épisodes)
- 2013 : Amar es para siempre : Rubén Tudela (10 épisodes)
- 2014-2016 : Velvet : Raúl de la Riva (47 épisodes)
- 2017-2019 : Velvet Collection : Raúl de la Riva (20 épisodes)
- 2017 : El final del camino (es) : Alfonso VI (7 épisodes)
- 2021 : Sky Rojo dans le rôle de Roméo en personnage principal (saison 1 et 2)

#### Téléfilms
- 2006 : Cartas a Sorolla de José Antonio Escrivá
- 2011 : El ángel de Budapest de Luis Oliveros : Barrueta

## Distinctions

### Récompenses
- 2004 : Spanish Actors Union de la meilleure révélation masculine dans une pièce pour Cabaret
- 2014 : Festival de Cine de L'Alfàs del Pi du meilleur acteur dans un court-métrage pour Por siempre jamón
- 2016 : Spanish Actors Union de la meilleure performance masculine dans un second rôle dans une série télévisée dramatique pour Velvet
- 2016 : Yoga Awards du pire acteur espagnol pour La novia et pour Ma ma
- 2020 : CinEuphoria Awards (es) du meilleur acteur dans un second rôle pour Douleur et Gloire
- 2020 : Spanish Actors Union de la meilleure performance masculine dans un second rôle pour Douleur et Gloire

### Nominations
- 2015 : Fotogramas de Plata du meilleur acteur de télévision dans une série télévisée dramatique pour Velvet
- Goyas 2016 : Meilleur acteur pour La novia
- 2016 : Spanish Actors Union du meilleur interprète principal pour La novia
- 2017 : Fotogramas de Plata du meilleur acteur de télévision dans une série télévisée dramatique pour Velvet
- 2017 : Spanish Actors Union de la meilleure performance masculine dans un second rôle dans une série télévisée dramatique pour Velvet et pour La puerta abierta
- 2018 : Spanish Actors Union du meilleur acteur principal dans une série télévisée dramatique pour  Velvet Collection
- 2018 : The Platino Awards for Iberoamerican Cinema du meilleur acteur de télévision dans une série télévisée dramatique pour Velvet
- 2020 : Cinema Writers Circle Awards du meilleur acteur dans un second rôle pour Douleur et Gloire
- 2020 : CinEuphoria Awards (es) de la meilleure distribution pour Douleur et Gloire partagé avec Antonio Banderas, Penélope Cruz, Asier Flores, Leonardo Sbaraglia, Julieta Serrano et César Vicente
- 2020 : Feroz Awards du meilleur acteur dans un second rôle pour Douleur et Gloire
- Goyas 2020 : Meilleur acteur dans un second rôle pour Douleur et Gloire
- 2020 : Huading Awards du meilleur acteur dans un second rôle pour Douleur et Gloire
- 2020 : International Cinephile Society Awards du meilleur acteur dans un second rôle pour Douleur et Gloire